# Dialetto resiano

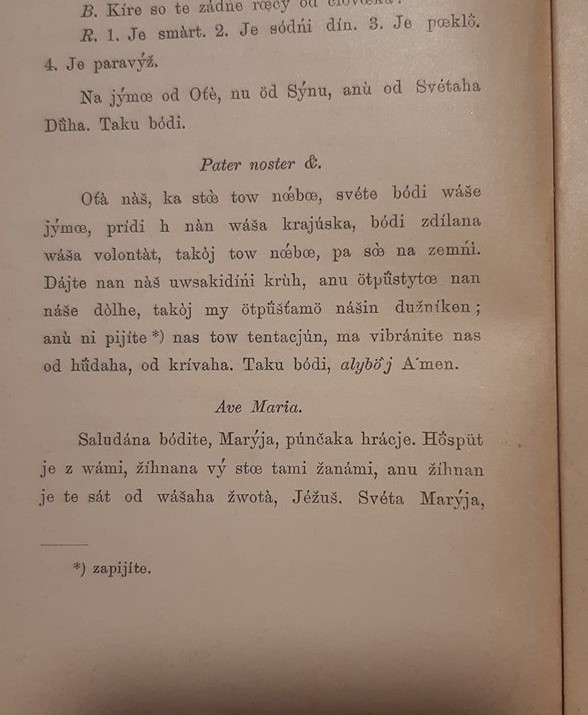
Il Padre Nostro in resiano

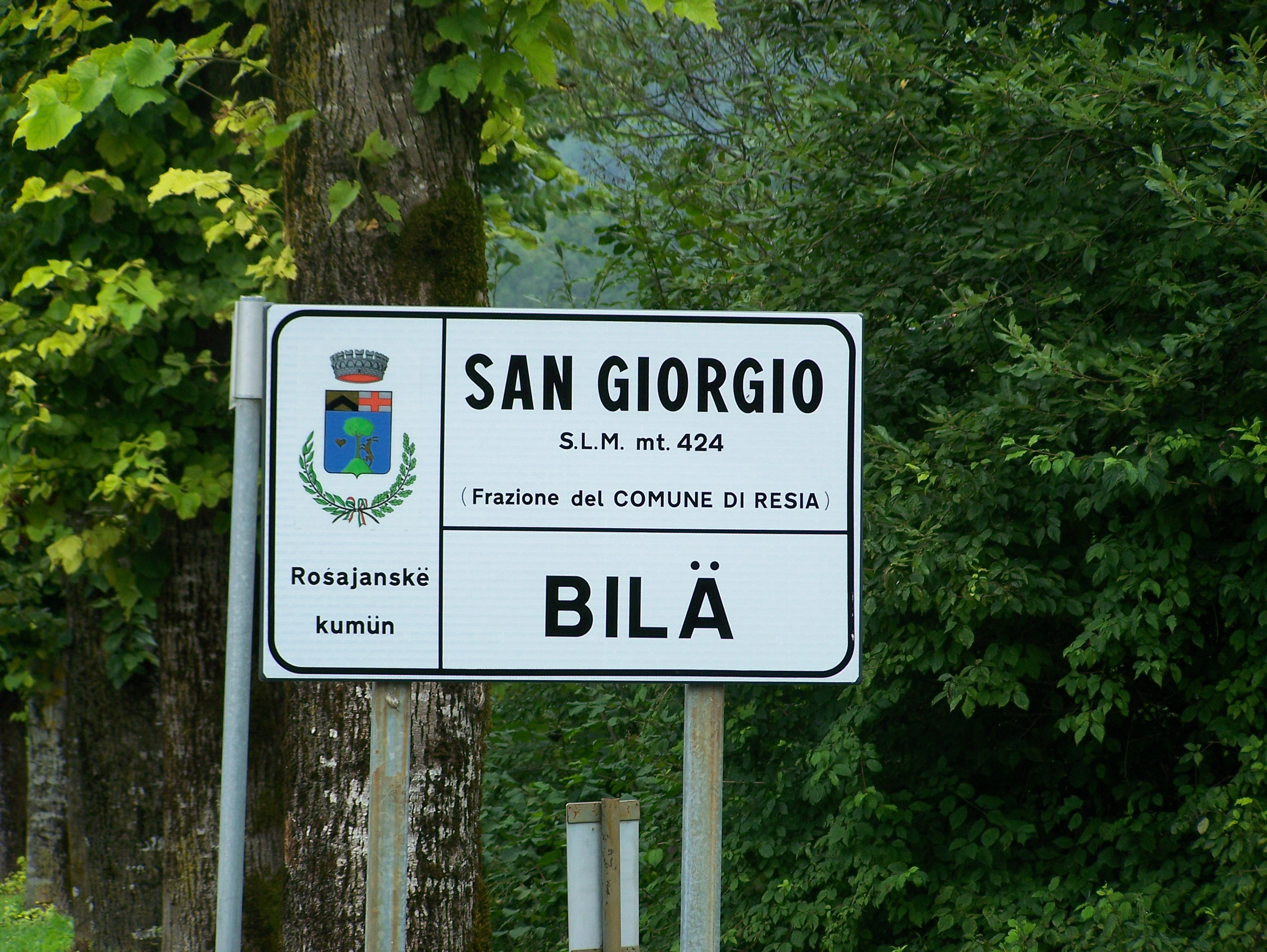
Cartello blingue italiano-resiano a San Giorgio/Bilä di Resia.

Il dialetto resiano (in resiano rośajanski langač o rośajanskë lengač, in sloveno rezijansko narečje) è un dialetto spesso classificato come variante dello sloveno, anche se più parti ne reclamano il rango di lingua indipendente da esso in quanto già presente nella Val Resia prima della definizione stessa del termine "sloveno" applicato alle popolazioni oltre confine. È endemico della Val Resia, in Friuli, e si è originato dall'insediamento altomedievale di tribù slave nelle Alpi e Prealpi Giulie, molto probabilmente contingente alla stessa ondata migratoria che condusse nei secoli successivi alla costituzione del gruppo etnico-culturale sloveno Molti studiosi non ne sono completamente convinti, anche perché rispetto all'evoluzione culturale, linguistica e nazionale, la Val Resia è rimasta sostanzialmente isolata dal resto del blocco sloveno, benché la sua area di pertinenza linguistica confini non solo, ad est, con l'area dell'Isonzo sloveno (per un breve tratto geograficamente impervio) ma anche, a sud, con la Benecìa o Slavia friulana.
I resiani hanno sviluppato un'identità forte, distinta, per via dello storico isolamento dal mondo sloveno: infatti la lingua tetto dei resiani è l'italiano e non lo sloveno.
L'Atlante Mondiale delle Lingue in Pericolo 2009 dell'UNESCO classifica il resiano come "lingua in pericolo" (indice 3).

## Evoluzione
A causa dell'isolamento dallo sloveno e caratteristiche della parlata, che nonostante la ridotta quantità di locutori risulta addirittura frazionata in quattro varianti diverse, si sono evolute in modo del tutto differente rispetto alla maggioranza delle varianti slovene e rispetto alle stesse varietà slave contermini. Per spiegare tale variabilità si è anche ipotizzato che i pionieri di questa colonizzazione slava fossero oriundi di località diverse da quelle degli altri progenitori degli sloveni, probabilmente a loro volta provenienti al momento della migrazione di massa dall'area dell'attuale Polonia meridionale e Slovacchia settentrionale. In particolare si è a lungo sostenuto che i resiani dovessero avere un'origine da collocare nei gruppi slavi-orientali, in ragione della particolare somiglianza fonetica della loro parlata col russo, tale da rendere i due idiomi tra loro intercomprensibili in modo relativamente facile (circostanza confermata nella memoria popolare dall'evento dell'occupazione cosacca della Carnia avutasi durante la seconda guerra mondiale, quando i nativi resiani riuscirono facilmente a capire e farsi capire dagli occupanti che, come seconda lingua, praticavano appunto il russo): tale ipotesi è tuttavia sfumata dopo attenti studi filologici e linguistici che hanno ricondotto le origini linguistiche del resiano sostanzialmente alle stesse origini dello sloveno.
Studi di J.B. de Courtenay indicano che il resiano può avere origini slave ma non slovene.
In tale pubblicazione, datata 1878,  si sostiene che i resiani non sono bulgari, non sono sloveni nel senso proprio della parola e nemmeno serbo-croati nel senso stretto. Si sostiene invece che rappresentano, dal punto di vista glottologico, una stirpe slava indipendente.
Vengono esposti riferimenti a presenze slave nella regione del Friuli ma si parla di similitudini evidenziando le enormi divergenze fra il carattere generale dei dialetti resiani e di quelli sloveni a cui fa riferimento. Tuttavia “lo stesso de Courtenay nel 1927 fa sapere di aver cambiato la citata opinione sui dialetti resiani: “Il mio materiale raccolto dopo la pubblicazione dei miei opuscoli che vi si riferiscono contiene molti indizi contrari alla mia teoria, esposta 50 anni fa. L'argomento dovrebbe subire una vigorosa revisione.”
Come si può notare dal documento uno studioso vede nell'armonia vocalica resiana una notevole somiglianza con il celto e ritiene verosimile che la lingua resiana abbia subíto una influenza celta o che i Resiani siano Celti slavizzati.
Dal XV secolo, coll'annessione del Friuli alla Repubblica di Venezia, il legame della Resia con la Carinzia si è ridotto, e in seguito all'evoluzione storica i resiani tendono a non identificarsi con la cultura slovena. Dal punto di vista genetico risulta (Corrain e Capitanio, 1987) che le popolazioni della valle sono piuttosto omogenee tra loro, ma isolate rispetto a quelle dell'Europa centro-orientale. Si ha una bassa correlazione anche tra i genotipi dei resiani e quelli degli sloveni contermini.
Le origini di tale diversità e peculiarità resiana sono quindi spiegate oggi in ragione sia del particolare status storico della comunità, che mai è appartenuta o politicamente si è relazionata a istituzioni nazionali o politiche d'Oltralpe ma al contrario è sempre gravitata sulla società carnica/friulana ed è sempre stata soggetta allo stesso controllo politico del Friuli storico, sia per il particolare isolamento geografico che ha reso la valle più naturalmente protesa agli scambi con la valle del Fella piuttosto che con quella dell'Isonzo.
Tale isolamento storico è testimoniato anche su base genetica, dal momento che la popolazione della valle costituisce un unicum, soprattutto dal punto di vista dell'antropologia fisica: recenti e approfonditi studi hanno testimoniato infatti l'elevatissima diffusione nei nativi resiani di alcuni rarissimi caratteri che risultano quasi del tutto assenti tanto nella popolazione carnica che in quella slovena. Nel corso del 2008 e del 2009 sono stati condotti studi genetici di notevole importanza al fine di creare una mappa genetica molto approfondita di questa comunità e inoltre raffrontare con una certa attendibilità il patrimonio genetico dei resiani con quello di altre popolazioni europee, al fine di individuare il gruppo geneticamente più affine.
Le più recenti indagini nel campo della slavistica hanno mostrato come il resiano sia un idioma di transizione tra i gruppi dialettali carinziano, parlato nella Val Canale, e quello litorale, parlato nell'alta Valle dell'Isonzo (nei comuni di Caporetto e Plezzo) e nella Slavia friulana. Questa teoria si basa sulla presenza di elementi dialettali carinziani e di quelli isontini nel resiano, come anche su numerose affinità del resiano attuale coi testi medievali in lingua slovena, provenienti dall'antico Ducato di Carinzia. Lo studio della toponomastica rivela infatti che nel Medio Evo esisteva un continuum linguistico tra la Resia e la Val Canale, interrotto tra il XII e il XIV secolo dalla romanizzazione della Valle del Fella, producendo così il distacco del resiano dai dialetti carinziani. Mentre i dialetti carinziani continuarono il loro sviluppo introducendo molte innovazioni, il resiano mantenne alcuni tratti arcaici, scomparsi da altri dialetti sloveni.
Per Han Steenwijk, linguista docente all'Università di Padova, il resiano ha "un gran numero di concordanze di fenomeni linguistici con lo sloveno e questo fatto linguistico è unanimemente accettato".
Per gli slavisti il dialetto resiano è un dialetto sloveno. In merito all’appartenenza o meno del dialetto resiano nell’ambito dei dialetti della lingua slovena, nel 2019 espresse il suo parere anche l’Istituto per la lingua slovena presso il Centro di Ricerca Scientifica dell’Accademia Slovena della Scienza e dell’Arte di Lubiana, in cui viene ribadito che “i dialetti delle Valli del Natisone, delle Valli del Torre e della Val Resia, in base ai criteri linguistici evidenziati, si possono oggettivamente classificare tra i dialetti della lingua slovena”.  

## Ufficialità
Lo stato italiano tutela e riconosce il resiano come una variante dello sloveno: le leggi statali 482/99 e 38/2001, tutelano le varianti dello sloveno, cioè i dialetti sloveni tra cui il resiano, alla stessa stregua della lingua standard, prevedendo quindi la possibilità di insegnare a scuola il dialetto resiano, tuttavia è diffusa in Val Resia una forte sensazione di estraneità al corpo linguistico sloveno. 
Il consiglio comunale di Resia ha comunque approvato, nel gennaio del 2007 una delibera con la quale reclama l'inclusione della valle nella lista dei comuni nei quali sarà vigente la Legge di tutela della minoranza linguistica storica slovena (legge 38/2001), tuttavia dopo una stagione di forti proteste il consiglio comunale di Resia ha anche votato, con la delibera num. 38 del 13 agosto 2010, la richiesta di uscire dalla legge 38 e incaricato il sindaco di promuovere ogni azione legittima finalizzata alla salvaguardia dell'etnia Resiana.
È in corso in questo senso una battaglia legale per il riconoscimento del Resiano come lingua minoritaria distinta dallo Sloveno. Al 2019, la polemica risulta rientrata e non è stata richiesta alcuna fuoriuscita dalla L. 38/2001 (e L. 482/99). Regolarmente ogni anno i Comuni resiani richiedono i fondi a loro spettanti come "minoranza linguistica slovena".
L'art. 2 della L. 482/99 e la legge 38/2001 non riconoscono dialetti ma solo lingue; così, ad esempio, nel caso della minoranza linguistica friulana nella L. 482/99, art. 2 si legge: "popolazioni parlanti il friulano", senza alcuna indicazione dei dialetti della lingua friulana. Idem per la lingua slovena. I 4 dialetti resiani sono dunque riconosciuti e tutelati in quanto "sloveni".
Programmi in dialetto resiano vengono curati dalla stazione radio della RAI in lingua slovena Radio Trst A di Trieste.

## Antico canto della Val Resia
Questo è un canto dedicato al monte Canin (2.587 m), montagna simbolo della Val Resia:
Na jë pur pali visoka

Ko won na wor sowa došly

Šċalë utïċaci so snuwali

Ja si polednol ta nu së

Za vïdët ċi tu jë bujë

Jë mokoi skala ano rob

Ja si polednol nu tu-w-dnö

Za vïdët ċi tu jë bujë

Jë mokoj wöda ano prod»
È molto alto

Quando siamo arrivati in cima

Gli uccellini ancora sognavano

Mi sono guardato attorno

Per vedere se c'è di meglio

Ci sono solo sassi e roccia

Ho guardato sul fondo

Per vedere se c'è di meglio

Ci sono solo l'acqua e il greto del fiume»